# Myszkowskie (Łęki Dukielskie)
Myszkowskie (do 2010 Wyszkowskie) – przysiółek wsi Łęki Dukielskie w Polsce, położony w województwie podkarpackim, w powiecie krośnieńskim, w gminie Dukla.
Przysiółek stanowi samodzielne sołectwo. 
W latach 1975–1998 przysiółek administracyjnie należał do województwa krośnieńskiego.